# Katarzyna Warnke
Katarzyna Warnke (ur. 2 sierpnia 1977 w Grudziądzu) – polska aktorka teatralna, filmowa i telewizyjna.

## Wykształcenie
Jest absolwentką II Liceum Ogólnokształcącego im. Jana III Sobieskiego w Grudziądzu. Przez cztery lata uczyła się aktorstwa w Teatrze Wizji i Ruchu, również w rodzinnym Grudziądzu. Studiowała historię sztuki w Warszawie, jednak nie ukończyła tych studiów. W 2002 ukończyła studia na Wydziale Aktorskim Państwowej Wyższej Szkoły Teatralnej im. Ludwika Solskiego w Krakowie.

## Kariera
W trakcie studiów, w zastępstwie za Jana Peszka wyreżyserowała spektakl Drzewo tropików, wystawiany na deskach Teatru 38 w Krakowie.  W latach 2002–2007 występowała w Teatrze Starym w Krakowie, w latach 2007–2014 była aktorką Teatru Rozmaitości w Warszawie, a w latach 2016–2017 grała w Teatrze Studio w Warszawie.
W 2013 wyreżyserowała autorski monodram Uwodziciel, który miał premierę w Teatrze Nowym w Warszawie.
W 2015 zagrała główną rolę Agnes w filmie W spirali. W 2015 została ambasadorką kampanii Chwile życia Onkofundacji Alivia. W 2016 stworzyła wraz z firmą MAKO własną linię torebek.
W 2018 w filmie Botoks jako doktor Magda zagrała jedną z głównych ról, następnie pojawiła się w tej samej roli w serialu Botoks.

## Życie prywatne
Ma brata Wojciecha, który był gitarzystą zespołu metalowego Faust Again. W okresie studiów po raz pierwszy wyszła za mąż, jednak małżeństwo zakończyło się rozwodem. 30 lipca 2016 poślubiła Piotra Stramowskiego, którego poznała w 2013 na planie filmu W spirali. W 2019 urodziła im się córka, Helena. 12 października 2022 wydali oświadczenie o rozstaniu. Sąd orzekł ich rozwód 16 października 2023.

## Filmografia
- 1997: Ranne ptaszki (etiuda szkolna) – dziewczyna
- 1998: Złotopolscy – fanka Kacpra Złotopolskiego vel Górniaka (odc. 14)
- 2000: Graczykowie – Marzena, koleżanka Rafała (odc. 35)
- 2001: Grzeszność (etiuda szkolna) – grzeszniczka
- 2003: Fryzjer (spektakl telewizyjny) – Sylwia Kęsik
- 2004: M jak miłość – studentka (odc. 209)
- 2005: Rozmowa z facetem (etiuda szkolna) – kobieta
- 2006: Komu wierzycie? (spektakl telewizyjny) – Krystyna
- 2007: Marysia – gość na urodzinach Marysi
- 2008–2009: Teraz albo nigdy! – Dana, matka Zdenki
- 2010: Usta usta – sprzedawczyni w sklepie z zabawkami (odc. 11)
- 2011: Hotel 52 – piosenkarka Milena Adamsus (odc. 40)
- 2012: Świeczka (etiuda szkolna) – matka
- 2013: Lekarze po godzinach – Iza Wanat, żona Piotra (odc. 5-6, 12)
- 2013–2014: Lekarze – Iza Wanat, żona Piotra
- 2014: Między nami dobrze jest – Monika
- 2014: Miss HIV (spektakl telewizyjny) – Klara
- 2014: Dzień dobry, kocham cię – szefowa Basi
- 2015: Rybka Canero (spektakl telewizyjny) – Anna Vogel vel Joanna Peterko
- 2015: W spirali – Agnieszka
- 2015: Uwikłani – Nina Szulińska (odc. pt. Nina. Krok od śmierci)
- 2015: Wypowiedzenie (etiuda szkolna) – Monika
- 2016: Ojciec Mateusz – Patrycja Górska, żona Marcina (odc. 207)
- 2016: Na noże – Piosenkarka Agnieszka „Ines” (odc. 5, 13)
- 2016: Na dobre i na złe – Joanna (odc. 636)
- 2016: Odkrycie Europy (spektakl telewizyjny) – Pinta
- 2016: Prawdziwe zbrodnie – moderatorka konferencji prasowej Kozłowa
- 2017: Botoks – doktor Magda
- 2017: Ach śpij kochanie – Helena Mazurkiewicz, była żona Władysława
- 2018: Kobiety mafii – Anna Ostrowska
- 2018: Chyłka – Angelika Szlezyngier (odc. 1-5, 7)
- 2019: Pan T. – nauczycielka biologii
- 2019: Love machines – kobieta przy bankomacie
- 2019: Kobiety mafii 2 – Anna Ostrowska
- 2020: Tak czy nie (etiuda szkolna) – Katerine
- 2020: Pętla – prokurator Alicja Konarska, kochanka Daniela Śnieżka
- 2021: Powrót do tamtych dni – Ewa
- 2022: Brokat – Karmen
- 2023: Absolutni debiutanci – Tamara
- 2023: Cały ten seks – Zofia
- 2023: Klara – Wronka, przyjaciółka Klary
- 2024: Rzeczy niezbędne – Roksana

## Teatr
Stary Teatr w Krakowie
- 2001: Damy i huzary (reż. Kazimierz Kutz)
- 2003: Szkoła żon Moliera (reż. Kazimierz Kutz)
- 2004: Wyzwolenie (reż. Mikołaj Grabowski)
- 2004: Makbet (reż. Andrzej Wajda)
- 2005: Wielki człowiek do małych interesów (reż. Michał Borczuch)
- 2006: Tartuffe (reż. Mikołaj Grabowski)
- 2006: Trzy stygmaty Palmera Eldritcha
- 2008: Factory 2 (reż. Krystian Lupa)

Teatr Telewizji
- 2003: Fryzjer jako Sylwia Kęsik (reż. Maciej Pieprzyca)
- 2006: Komu wierzycie? jako Krystyna (reż. Maciej Pieprzyca)

Teatr Rozmaitości w Warszawie
- od 2009: Uroczystość (reż. Grzegorz Jarzyna)
- 2007: Lew w zimie (reż. Grzegorz Jarzyna)
- 2009: T.E.O.R.E.M.A.T. (reż. Grzegorz Jarzyna)
- 2009: Portret Doriana Graya (reż. Michał Borczuch)
- 2009: Między nami dobrze jest (reż. Grzegorz Jarzyna)
- 2009: Solaris. Raport (reż. Natalia Korczakowska)
- 2011: Nosferatu (reż. Grzegorz Jarzyna)

Teatr Polski we Wrocławiu
- 2010: Biesy jako Stawrogin (reż. Krzysztof Garbaczewski)

Teatr Studio w Warszawie
- 2016: Wyznawca (reż. Natalia Korczakowska)
- 2017: Berlin Aleksanderplatz (reż. Natalia Korczakowska)

## Audiobook
- 2020: Wyrwa. Historia Ułana – Marta